# Chemizacja rolnictwa
Chemizacja rolnictwa - metoda intensyfikacji produkcji rolnej, głównie roślinnej, przez zwiększenie zużycia agrochemikaliów. Stosowane środki, obok skutków oczekiwanych w postaci efektów produkcyjnych, powodują również skutki o charakterze negatywnym. Ich uboczne działanie polega m.in. na zaleganiu w glebie przez określony czas oraz oddziaływaniu na procesy biochemiczne mikroorganizmów glebowych, co prowadzi do załamania równowagi biologicznej środowiska glebowego, pogorszenia warunków fizycznych i chemicznych gleby. Wskutek nadmiernego stosowania agrochemikaliów i nieuwzględniania przyrodniczych zasad płodozmianu, w wielu krajach doprowadzono m.in. do zmęczenia gleb, które stało się problemem gospodarczym, zagrażającym w istotny sposób perspektywicznym planom zaopatrzenia ludności tych krajów w żywność. Ekologiczne skutki chemizacji gleby wykraczają daleko poza to środowisko. Przemieszczanie się środków chemicznych z gleby do innych ekosystemów powoduje: eutrofizację wód, zanieczyszczenie powietrza i przenoszenie skażeń na duże odległości, kumulację substancji chemicznych w roślinach, czego efektem jest skażenie wszystkich ogniw łańcucha pokarmowego. 
Chemizacja rolnictwa bez zachowywania szczególnej ostrożności i rozwagi prowadzi do degradacji środowiska przyrodniczego, szczególnie gleby, a także do eutrofizacji zbiorników wodnych.